# Isaac Shoenberg
Isaac Shoenberg (* 1. März 1880 in Pinsk; † 25. Januar 1963 in London) war ein russischer Hochfrequenztechniker.

## Leben
Er studierte Mathematik, Maschinenbau und Elektrotechnik in St. Petersburg. Danach errichtete er die erste russische Funktelegrafiestation. Da seine Familie jedoch an der antijüdischen Haltung zu leiden hatte, emigrierte sie 1914 kurz vor Beginn des Ersten Weltkriegs nach Großbritannien, wo er zunächst bei verschiedenen Unternehmen wie Marconi Wireless and Telegraph Company und ab 1928 bei der Columbia Graphophone Company arbeitete.
1931 bis 1935 forschte er bei Electric and Musical Industries (EMI) auf dem Gebiet der Fernsehtechnik, wurde Leiter der EMI-Forschungsgruppe, die eine neuartige Fernsehkameraröhre Emitron entwickelte und verbesserte. Zugleich schuf er eine verbesserte Hochvakuum-Kathodenstrahlröhre für Fernsehempfänger.
Dieses Fernsehsystem setzte die British Broadcasting Corporation (BBC) 1936 für die erste in London ausgestrahlte öffentliche Fernsehübertragung (mit 405 Zeilen und 25 Bildwechseln je Sekunde) ein und blieb bis 1964 bei diesem Standard. Für seine fernsehtechnischen Verdienste wurde Isaac Shoenberg 1962 geadelt.
Deutschlands nationalsozialistische Regierung hatte aus propagandistischen Gründen nichts davon erwähnt, als sie 1936 zu den Olympischen Sommerspielen in Berlin die erste elektronische Fernsehaußenübertragungsanlage veranstaltete.
Er war der Vater des Physikers David Shoenberg.